# Nationalstraße 104 (China)
Die chinesische Nationalstraße 104 (chinesisch 104国道, Pinyin 104 Guódào, englisch China National Highway 104), chin. Abk. G104, ist eine 2.420 km lange Fernstraße auf dem Gebiet der regierungsmittelbaren Städten Peking und Tianjin sowie in den Provinzen Hebei, Shandong, Jiangsu, Zhejiang und Fujian. Sie führt von der Hauptstadt Peking (Beijing) über Tianjin, Cangzhou, Wuqiao, Jinan, Tengzhou, Wuhe in die Metropole Nanjing. Von dort führt die G104 weiter über Liyang, Hangzhou, Shengzhou, Linhai, Wenzhou, Ningde, Luoyuan in die Küstenstadt Fuzhou.